# عقد 1220
عقد 1220 هو عقد امتد بين 1 يناير 1220 و31 ديسمبر 1229 بحسب التقويم الميلادي. سبقه عقد 1210 ولحقه عقد 1230.

## أحداث
- معركة السند (1221)
- معركة بروان (1221)
- حصار جيان (1225)

## مواليد
- غيدو دا مونتيفيلترو (1223)
- آنا من المجر، دوقة ماسكو (1226)
- مارغريت بروفانس (1221)
- ماري دي بريين (1224)
- سلطان ولد (1226)
- جرجس بن العميد (1223)
- عطاء ملك الجويني (1226)
- المنصور سيف الدين قلاوون (1222)
- المظفر يوسف الأول (1222)
- ألفونسو العاشر (1221)
- إينوسنت الخامس (1225)

## وفيات
- النجيب السمرقندي (1222)
- جبه نويان (1225)
- أحمد بن علي البوني (1225)
- ويليام الأول، كونت هولندا (1222)
- مستيسلاف رومانوفيتش (1223)
- كونستانس من أراغون (1222)
- الأفضل بن صلاح الدين (1225)
- يوسف المستنصر (1224)
- أفونسو الثاني ملك البرتغال (1223)
- دومينيك دو غوزمان (1221)
- محمد بن عبد الواحد الملاحي (1222)

## كتب
- Yves Denis Papin (1998). Chronologie de l'histoire ancienne. Lieu de publication non identifié: Éditions Jean-paul Gisserot. ISBN:2-87747-346-5. OCLC:40746926. مؤرشف من الأصل في 2022-03-16.
- موسوعة حضارة العالم (2002) لأحمد محمد عوف.

## روابط خارجية
- تصفح سنة بسنة عقد 1220 على موقع onthisday.com
- تصفح سنة بسنة عقد 1220 ابتداءً من سنة عقد 1220 على موقع المكتبة الوطنية الفرنسية